# Дембувко (Любуське воєводство)
Дембувко (пол. Dębówko, нім. Eichvorwerk) — село в Польщі, у гміні Пшиточна Мендзижецького повіту Любуського воєводства.
Населення — 151 особа (2011).
У 1975-1998 роках село належало до Гожовського воєводства.

## Демографія
Демографічна структура станом на 31 березня 2011 року:
|          | Загалом | Допрацездатний вік | Працездатний вік | Постпрацездатний вік |
| -------- | ------- | ------------------ | ---------------- | -------------------- |
| Чоловіки | 84      | 23                 | 58               | 3                    |
| Жінки    | 67      | 12                 | 42               | 13                   |
| Разом    | 151     | 35                 | 100              | 16                   |